# 城北公園 (静岡市)
城北公園（じょうほくこうえん）は、静岡県静岡市葵区大岩本町29番にある都市公園（住区基幹公園のうち地区公園）。1985年（昭和60年）4月開園。日本の都市公園100選。1970年（昭和45年）までこの場所には静岡大学があった。

## 歴史
1922年（大正11年）8月には旧制静岡高等学校が設立されて静岡県安倍郡安東村大岩に校地を構えた。1929年（昭和4年）3月1日には安東村が静岡市に編入されている。太平洋戦争後の1949年（昭和24年）に新制静岡大学が設立されると、旧制静岡高校は新制静岡大学に包括され、大岩には文理学部と教育学部が置かれた。1965年（昭和40年）には文理学部が人文学部と理学部に分離されている。
1970年（昭和45年）には静岡大学が大岩から大谷（現・駿河区）の丘陵地にメインキャンパスを移転した。静岡市が大岩の静岡大学跡地に建設し、1985年（昭和60年）4月に開園したのが城北公園である。公園の開園前年の1984年（昭和59年）には一足早く静岡市立中央図書館が開館しており、追手町の旧県立葵文庫跡地から移転した。
1989年（平成元年）には日本公園緑地協会によって日本の都市公園100選に選ばれた。

## 特徴
南北（長辺）が約290 m、東西（短辺）が約210 mの長方形であり、面積は6.1 ha。「臨済寺」バス停に近い南西角が公園の正面入口である。南端部には静岡市立中央図書館があり、南東部には賤機山を借景とする日本庭園（回遊式庭園）がある。日本庭園の池の周囲には紅白の梅が植えられており、2月後半には満開となる。3月下旬から4月上旬には桜の花見が楽しめる。中央部には公園の象徴である直径19 mの花時計があり、西部には水の広場が、東部には子どもの広場がある。北側半分は土のグラウンドがある自由広場となっている。1996年（平成8年）には北端部に「ゆったりトイレ」が設置された。男女とも車いすでも使用できる個室があり、また背の低い便器や手洗い場、乳児用ベッドなどがある。2015年（平成27年）には遊具の入れ替えが行われた。
周辺は静岡市有数の文教地区である。表土の下が大きな岩盤であることから大岩という地名が付いたとされる。

## 整備計画
静岡市は本公園に飲食店などの施設を設置し、そこから得られた収益で公園の整備などを行うPFI制度を導入することを2020年（令和2年）に決定し、公募を経て、2021年（令和3年）3月にフジ都市開発を中心とする企業連合体が選定された。
フジ都市開発は大手コーヒーチェーンであるスターバックスと子育て支援施設を核とする施設を設置することを提案したが、整備に伴う樹木伐採などに一部の住民が反発したため、静岡市は計画を見直し、ドライブスルーの整備中止や樹木伐採の本数削減することを2021年10月に発表した。
また、住民側は2022年（令和4年）3月に「市民参画の手続きがない」として、静岡市とフジ都市開発による整備事業の協定締結差し止めなどを求める住民監査請求を起こした。静岡市の監査委員は違法性はないとして、同年4月20日に請求を棄却している。
スターバックス コーヒー ジャパンは「このまま出店したとしても、スターバックスが目指している地域社会の一員として、地域に貢献できる存在となり、地域や周辺住民の方々をつなぐ場としての役割を果たせない」として、2022年4月中旬にフジ都市開発に対して出店辞退を行ったことを同月26日に発表した。静岡市やフジ都市開発は別のカフェの運営法人と出店交渉を行う方針を示している。

## 施設

静岡市立中央図書館

- 静岡市立中央図書館
- 日本庭園
- 花時計
- 子どもの広場
- 水の広場

## アクセス
しずてつジャストライン27・71中原池ヶ谷線、静岡市自主運行バス駿府浪漫バス「臨済寺前」停留所から徒歩約2分。（東海道新幹線・JR東海道線静岡駅から71唐瀬営業所行バスで約15分。）

## 周辺
- 静岡大学大学院
- 静岡大学教育学部附属特別支援学校
- 静岡大学教育学部附属幼稚園
- 静岡県立静岡高等学校
- 静岡市城北運動場

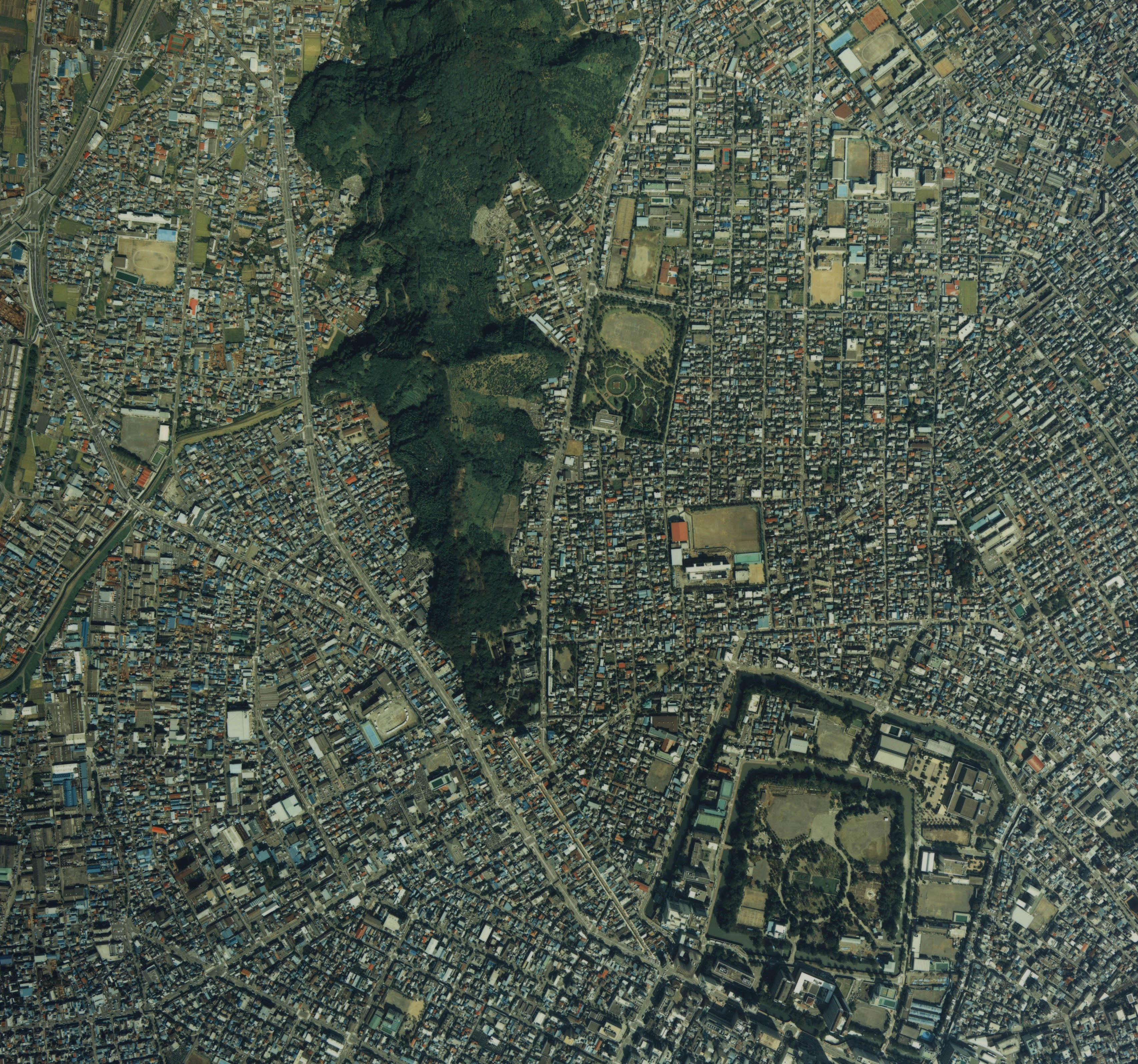
賤機山とその周辺。中央やや上にある長方形の緑地が城北公園。右下の緑地は駿府城公園。

  - テニスコート - 砂入り人工芝コート6面
- 賤機山
  - 臨済寺 - 庭園は国指定名勝
- 麻機街道（あさはたかいどう）

静岡大学教育学部附属幼稚園と同特別支援学校
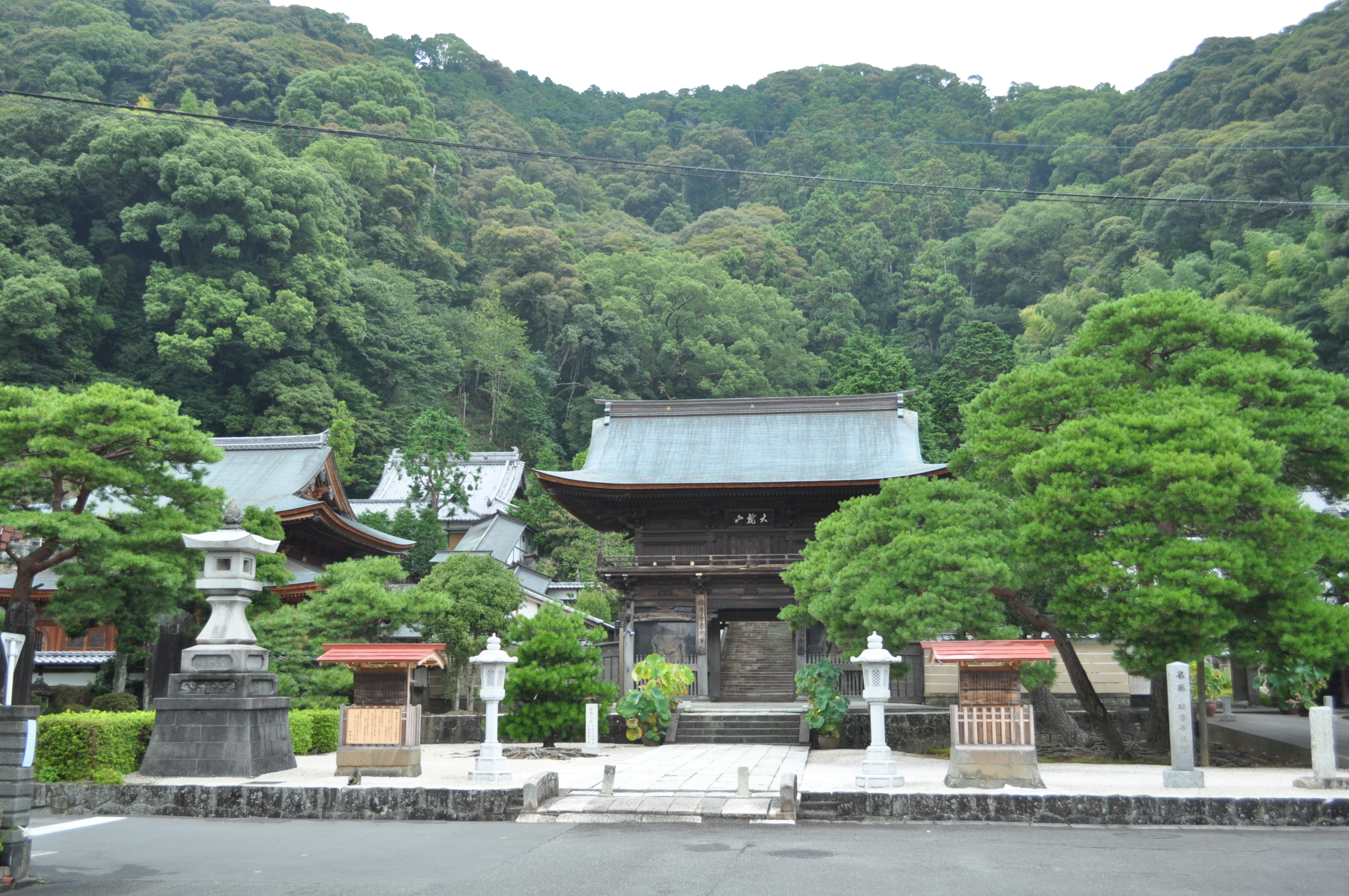
臨済寺